# La Ventana
La ventana és un programa de ràdio en castellà que s'emet en la Cadena Ser, en format de magazine de tarde que integra l'actualitat i informació amb creativitat clàssica. Actualment, el presenta el periodista Carles Francino, i és el programa més escoltat de la ràdio espanyola de dilluns a divendres per les tardes (de 16.00 a 19.00 hores) amb 800.000 oients.
Aquest programa el van crear l'equip que havia fet La bisagra, de Radio Nacional de España, Jordi Roca, Miquel José i el mateix Xavier Sardà l'any 1997. Va començar a càrrec de Xavier Sardà, creador del personatge Senyor Casamajor, però després de fer-se aquest càrrec de Crónicas marcianas a la televisió, el 1997, el programa que ja era líder d'audiència en la seva franja horària, va passar a mans de Gemma Nierga, que fins aleshores havia conduït l'espai nocturn Hablar por hablar, dins de la mateixa emissora. L'exministre de sanitat i militant del PSC Ernest Lluch col·laborava habitualment amb el programa fins que el novembre de 2001 fou assassinat per la banda terrorista ETA. L'ex-líder del PCE Santiago Carrillo, el cineasta Pere Portabella i Miguel Herrero de Miñón també hi col·laboraven habitualment en la tertulia de sabios, i José Luis Rodríguez Zapatero, Juan Fernando López Aguilar, Vicente Martínez-Pujalte i Ignasi Guardans en la tertulia de Políticos. Nierga deixà el programa el 2012, que ha estat dirigit des d'aleshores per Carles Francino, per fer-se càrrec del matinal Hoy por hoy.